# Fishing Pond
Fishing Pond es una localidad de Trinidad y Tobago, que forma parte de la región de Sangre Grande.

## Geografía
La localidad abarca parte de la isla Trinidad y limita al norte con Matura, al sur con Sangre Chiquito, Caigual y Brooklyn Settlement, al este con el océano Atlántico y al oeste con Sangre Grande.

## Demografía
Datos demográficos de la localidad de Fishing Pond:
| Gráfica de evolución demográfica de Fishing Pond entre 2000 y 2011 |
|                                                                    |